# Ward's Island
Pour les articles homonymes, voir Ward.
Ward's Island était une île située sur l'East River, à New York. Aujourd'hui, elle est intégrée à Randall's Island située au nord, grâce au comblement du Little Hell Gate (« Petite Porte de l'Enfer ») qui les séparait. D'autre part, elle est séparée de Manhattan à l'ouest par le principal embranchement de l'East River et du Queens à l'est par la Hell Gate (« Porte de l'Enfer »).
En 1637, lors de la colonisation néerlandaise elle fut connue sous le nom de Tenkenas qui veut dire : « Terres sauvages ». Plus tard, elle changera de noms plusieurs fois et sera baptisée successivement Buchanan's Island et Great Barn Island.
Ward's Island est pourvue de plusieurs installations parmi lesquelles un hôpital psychiatrique (Manhattan Psychiatric Center (en)) et une station de retraitement des eaux usées (Wards Island water treatment plant).
L'île possède également un grand espace vert baptisé Ward's Island Park qui offre des vues prenantes sur la ville, mais aussi des terrains de sport, ainsi que des aires de pique-nique.